# Allocryptobia mucorea
Allocryptobia mucorea är en fjärilsart som beskrevs av Herrich-Schäffer 1853. Allocryptobia mucorea ingår i släktet Allocryptobia och familjen träfjärilar. Inga underarter finns listade i Catalogue of Life.